# Barbara Andolina
Barbara Andolina (ur. 16 października 1978) – włoska judoczka. Olimpijka z Aten 2004, gdzie odpadła w repasażach, w wadze ciężkiej.
Siódma na mistrzostwach świata w 2003, brała udział w turnieju w 2001. Startowała w Pucharze Świata w latach 1996–2005. Brązowa medalistka mistrzostw Europy w 2002, a także igrzysk śródziemnomorskich w 2005 roku.

## Letnie Igrzyska Olimpijskie 2004
| Konkurencja | Eliminacje               | Eliminacje                | Repasaże             | Klas. końcowa |
| Konkurencja | Przeciwnik I             | Przeciwnik II             | Przeciwnik I         | Miejsce       |
| ----------- | ------------------------ | ------------------------- | -------------------- | ------------- |
| +78 kg      | Vanessa Zambotti (MEX) Z | Tea Donguzaszwili (RUS) P | Choi Sook-ie (KOR) P | 3 runda.      |